# Distrito de Landsberg
Landsberg es uno de los 71 distritos en que está dividido administrativamente el estado alemán de Baviera.

## Ciudades y municipios
| Ciudades             | Municipios | |
| -------------------- | --- | --- |
| 1. Landsberg am Lech | 1. Apfeldorf 2. Denklingen 3. Dießen am Ammersee 4. Eching am Ammersee 5. Egling an der Paar 6. Eresing 7. Finning 8. Fuchstal 9. Geltendorf 10. Greifenberg 11. Hofstetten 12. Hurlach 13. Igling 14. Kaufering 15. Kinsau | 1. Obermeitingen 2. Penzing 3. Prittriching 4. Pürgen 5. Reichling 6. Rott 7. Scheuring 8. Schondorf 9. Schwifting 10. Thaining 11. Unterdießen 12. Utting 13. Vilgertshofen 14. Weil 15. Windach |